# Federico Valignani
Federico Valignani (Chieti, 1700 – Torrevecchia Teatina, 1754) è stato un letterato italiano.

## Biografia

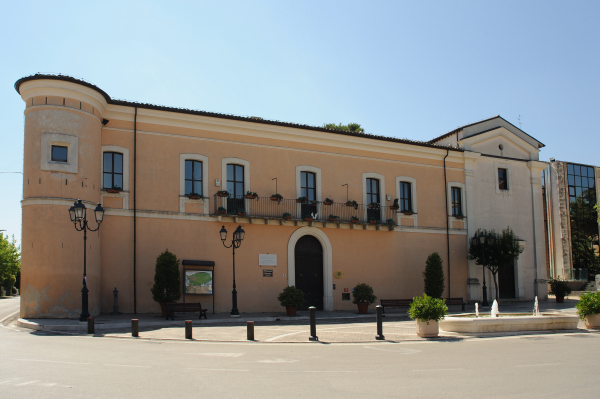
Il palazzo marchesale di Torrevecchia Teatina fatto costruire da Federico Valignani

Federico Valignani, marchese di Cepagatti, nacque dal matrimonio di Giacomo con Porzia Capranica, nobile romana. Dal matrimonio di Federico con Margherita Valignani dei baroni di Miglianico nacquero due figlie: Anna Ninfa, che andò in matrimonio a Don Cesare Monticelli Della Valle, Duca di Ventignano a Napoli; Olimpia, che sposò Ignazio Leognani-Ferramosca duca di Alanno.
Il Valignani fu un illustre letterato nel XVIII secolo. 
Durante i suoi studi a Napoli e Roma e durante le sue visite presso le corti europee, Federico ebbe modo di conoscere ed instaurare contatti con molti letterati dell'epoca (per esempio Ludovico Antonio Muratori). Suo zio Innocenzo XIII (la nonna paterna di Federico era sorella della madre di Innocenzo XIII) lo nominò Presidente di Regia Camera di Spada e Cappa del Regno inviandolo a Napoli. Ritornato a Chieti, nel 1720 fondò, col nome di Nivalgo Aliarteo, la Colonia ”Tegea” dell'Arcadia Romana. Nello spirito del movimento arcadico del tempo Federico chiamò a raccolta un gruppo di aristocratici e di intellettuali della città di Chieti, creando un'attività culturale molto intensa nella comunità teatina dell'epoca.
Il Valignani si dedicò anche alla costruzione e restauro di vari edifici di famiglia, tra essi la torre "Alex" (dal nome del possessore Alessandro Valignani) del castello di Cepagatti, il palazzo familiare di Chieti e la villa castello di Torrevecchia Teatina.

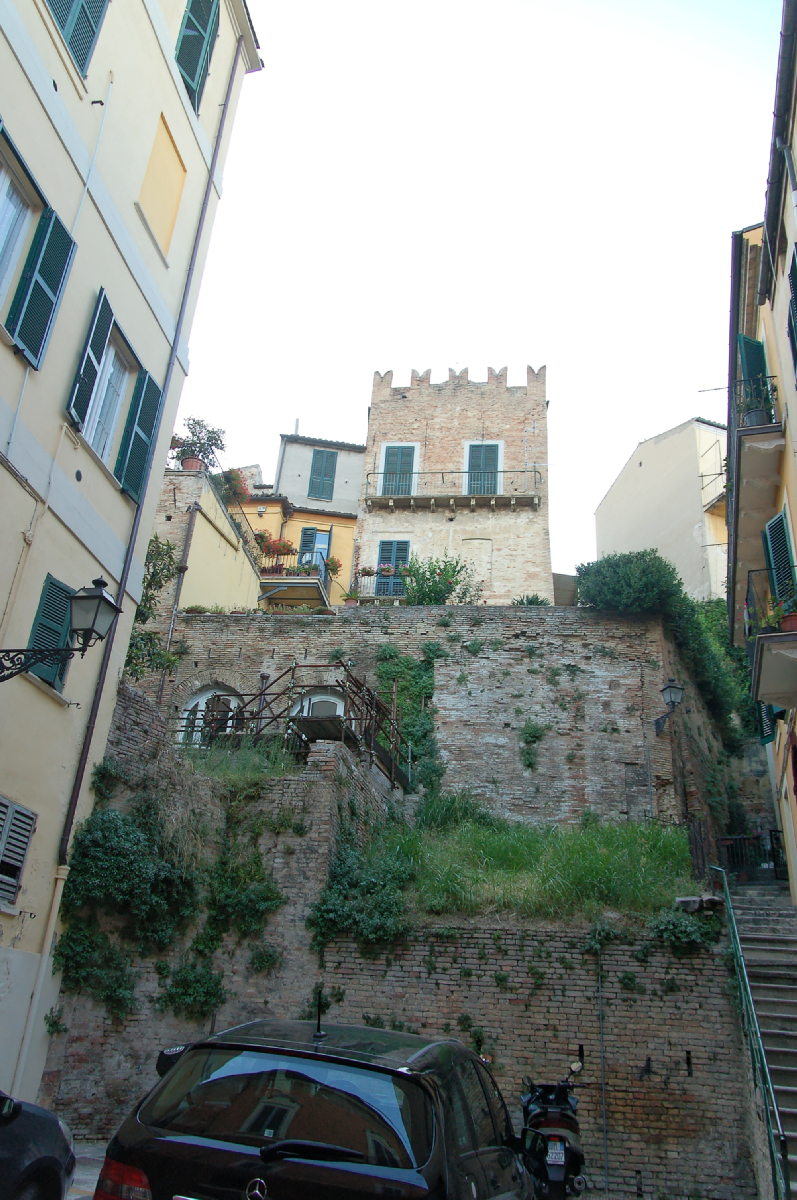
Torre medievale inglobata nel palazzo di Federico Valignani, vista da via De Lollis

Di particolare rilevanza è l'impostazione che egli diede alla realizzazione di quest'ultima intorno al 1743. Essa fu progettata secondo criteri classicistici (ampio giardino, un bosco, etc.) per farne la sede ufficiale e simbolica della Colonia Tegea. 
Ne è testimonianza l'iscrizione su una lapide presente al piano terra: DOMINUS FEDERICUS VALIGNANUS PATRICIUS ROMANUS AC TEATINUS MARCHIO CEPAGATTI DOMINUS TURRIS VETERIS ET CASANOVAE A PROGENITORE DROGONE EX COMITIBUS LORITELLI NORMANNIS CASTRI VALIGNANI XXI TOPARCHA HAS AEDES A FEDERICO CONSTRUCTAS POMARIIS VIRIDIS ORNATAS CUNCTIS ADVERSANTIIS DIVINAE PROVIDENZIA DE FORTUNAE PEREIDIA VELUT TROPHAEUM EREXIT MDCCXLIII (Il Signore Federico Valignano Patrizio Romano Teatino Marchese di Cepagatti Signore di Torrevecchia e di Casanova dal progenitore Drogone dei Conti Loritelli Normanni dei Castelli Valignani XXI governatore Questo edificio ha costruito ed ornato di frutteti e giardini nonostante l'opposizione di tutti eresse questo trofeo alla Divina Provvidenza nel 1743).
In questo palazzo Federico Valignani morì nel 1754. Fu sepolto nella chiesa di San Giovanni dei Cappuccini a Chieti, con monumentale lapide. 
Lo stabile (ora di proprietà del Comune di Torrevecchia Teatina e restaurato dal progettista architetto Gregorio DiLuzio di Chieti) è attualmente utilizzato dall´Università “G. d´Annunzio” per la sede dell'Università Telematica "Leonardo da Vinci" e del CEDUC - Continuing Education Center.
Il palazzo signorile di Federico Valignani a Chieti è frutto di riadattamenti di una casa patrizia medievale, cone dimostra la torre merlata visibile da via De Lollis; l'ingresso dal corso Marrucino è preceduto da un androne porticato a campate, presso il portale c'è lo stemma di famiglia con l'aquila asburgica e un'iscrizione che attesta la proprietà del marchese Federico.

### Centuria di sonetti istorici[1](1729)
Si tratta di una sorta di poema didascalico composto in sonetti, pubblicato a Napoli nel 1729, in cui il Valignani esprime tutta la sua conoscenza dell'Arcadia. Qui ripercorre la storia della sua città, Chieti, partendo dalle origini, dal mito di Achille che avrebbe fondato la città per omaggiare la madre Teti, passando poi all'apogeo di Teate Marrucinorum sotto il governo romano, alla decadenza, e alla lenta ripresa nel Medioevo, parlando soprattutto dell'antico castello di Valignano, da cui ebbero le origini i suoi familiari.
Il castello fu distrutto da Carlo I d'Angiò per ribellione, ma i Valignani continuarono a rimanere in loco, sino a raggiungere i vertici del potere nel XV-XVII secolo, installandosi nel palazzo municipale dentro la città. Valignani interviene personalmente nella narrazione epica, esprime pareri propri, si dispiace, ora gioisce, ora propone argomenti di riflessione di carattere filosofico o storico, e spesso cita dei personaggi influenti vissuti nel XVII-XVIII secolo che lo ispirarono per la realizzazione della Centuria, tra cui lo storico teatino Girolamo Nicolino, principale fonte per gli avvenimenti storici.

## Opere
- Riflessioni disappassionate di Federico Valignani Marchese di Cepagati sopra il libro intitolato Lettere giudaiche, consacrate a S. M. C. Elisabetta Farnese, Regina delle Spagne, etc. (Lucca: ad instanza di Simone Occhi Libraro in Venezia, 1741) – recensito in: Journal de Trévoux, Mai 1742, 908-912.
- Panegirico e rime per Carlo VIII - p. 414. Napoli, Gio. di Simone, 1741 [2].